# Tetramorium psymanum
Tetramorium psymanum är en myrart som beskrevs av Bolton 1980. Tetramorium psymanum ingår i släktet Tetramorium och familjen myror. Inga underarter finns listade i Catalogue of Life.